# 鍋島氏
鍋島氏（なべしまし）は、武家・華族だった日本の氏族。戦国時代に龍造寺氏の重臣家として台頭し、近世に肥前国佐賀藩藩主家となり、維新後に華族の侯爵家に列する。

## 歴史

### 出自
肥前国佐賀郡本庄村の土豪に出自する。

### 龍造寺氏の重臣家
佐賀郡本庄村の土豪鍋島清房は、田手畷の戦いにおいて戦功を挙げ、龍造寺家兼の孫娘を妻とするなど龍造寺氏内で有力家臣としての地位を固めた。

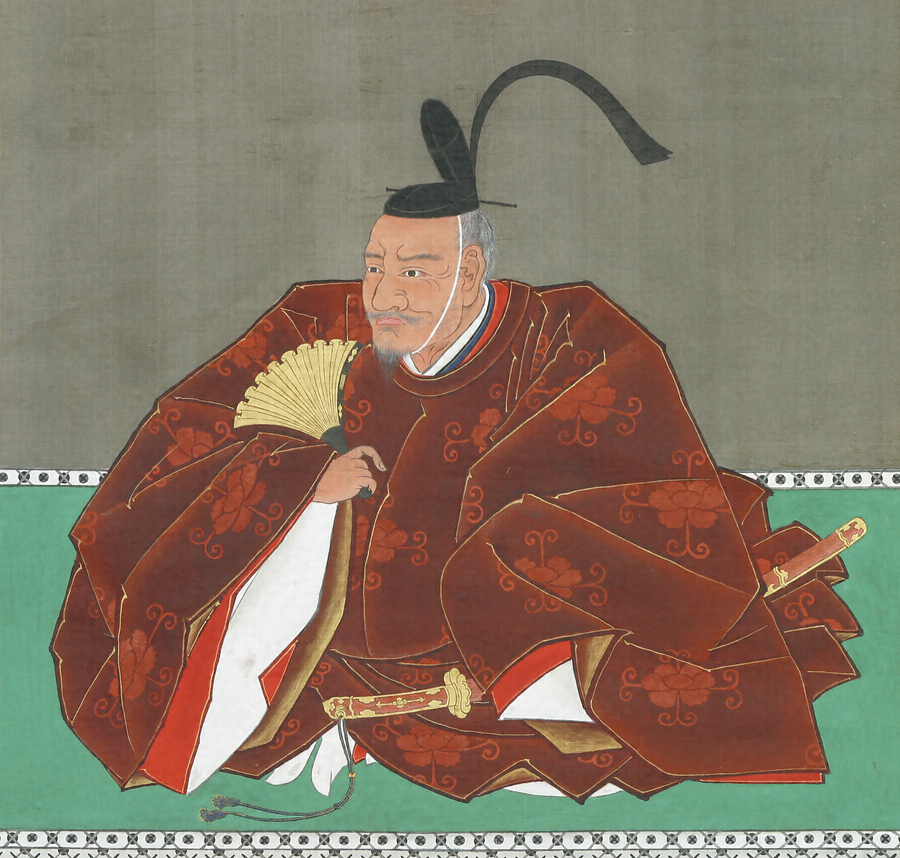
龍造寺氏重臣から佐賀藩主となった鍋島直茂

その長男鍋島直茂は、龍造寺隆信に仕えて各地を転戦した。直茂は、天正7年（1579年）に隆信より筑後国柳川城を与えられた。
天正12年（1584年）に隆信が島津家久に討たれた後、直茂は佐賀城に入り、隆信の幼少の子政家を補佐して龍造寺氏領内の実権を掌握。
天正15年（1587年）に龍造寺政家および鍋島直茂は、関白豊臣秀吉より本領安堵され、直茂には若い政家に代わって政務を沙汰するよう命じられる。
天正18年（1590年）に政家が病により隠居するにあたり、その長男高房が幼少たるにより、龍造寺の領地35万7000石を直茂が代わって支配した。
これにより佐賀の支配権は直茂に移った。関ヶ原では西軍に与したが、同じ西軍の立花宗茂を攻略することで徳川家康から本領を安堵された。家康は鍋島氏を佐賀藩藩主と認定し、龍造寺氏の大名としての地位を鍋島氏が簒奪（）する形になった。龍造寺高房は抗議のために慶長12年（1607年）9月6日に自害、龍造寺氏は断絶した。直茂の跡を継いだ勝茂はこの断絶で龍造寺氏の家督を継ぐことで、佐賀藩35万7000石余を名実ともに領するに至った。

### 近世大名家
慶長12年（1607年）に隠居した鍋島直茂から家督して佐賀藩主を襲封した息子の鍋島勝茂が佐賀における鍋島家独裁体制の基礎を固めた。慶長16年に領地内の検地を実施し、35万7036石5斗9升9合を石高を打ち出し、同18年に幕府がこの石高を公認した。
この表高のまま廃藩置県まで続くが、享保17年（1732年）時の飢饉の際の藩の記録では72万9248石、弘化6年（1844年）の『御領内石高積目安』には鍋島家領の「出来立米」は、88万石8792石（麦・雑穀の高も米に換算して加えている）と記されており、佐賀藩の実高は表高の倍以上あった可能性が高い。
勝茂が家督した段階では、龍造寺一門が多くの領地を支配する重臣家として存在していたが、慶長14年以降勝茂は龍造寺一門の力を削ぐべく新たな鍋島一門の創設を開始する。慶長15年には2万石を弟忠茂に分与。忠茂はそれ以前に江戸に出て徳川秀忠に仕えて5000石を与えられて旗本になっていたので、この分与で都合2万5000石になり、肥前国鹿島に住した（鹿島藩）。元和3年には庶長子元茂に7万3200石を分与（小城藩）。さらに寛永16年には三男直澄には5万2600石余を分与（蓮池藩）。寛永19年には忠茂に与えられていた藤津郡2万石は、勝茂の九男直朝に与え直されて鹿島藩は2万石となり、忠茂は5000石の旗本に戻った。こうして三支藩が成立した。また寛永12年には重臣成富氏に養子に入れていた八男直弘に鍋島姓を与えて一門門重臣家白石鍋島家（9025石）を創設させた。
こうした鍋島支藩や一門家臣の知行地確保のため、勝茂は財政難を理由に龍造寺一門など既存の重臣たちの知行を大幅に削減。武雄、須古などの龍造寺一門をはじめ重臣家には鍋島姓を与えるなどして懐柔しつつも、彼らの力を削ぎ落し、鍋島家の独裁体制を固めた。
佐賀藩も三支藩も廃藩置県まで存続した。
幕末の藩主鍋島直正は藩政改革を断行し、西洋技術の積極的な移入を果たした。これにより雄藩の一角を占め、早くから反幕勢力の中心となり、薩長土と並んで討幕軍に加わった。

### 華族
維新後鍋島氏からは侯爵家1家、子爵家3家、男爵家4家の合計8家の華族家が出た。

#### 鍋島侯爵家

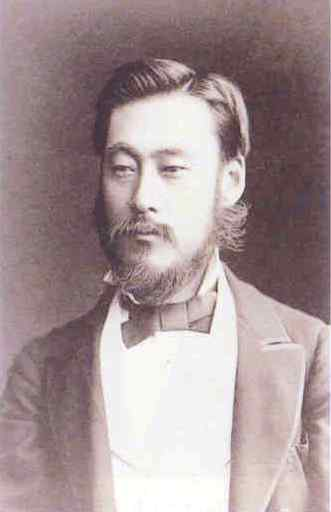
明治天皇の側近だった鍋島直大侯爵

最後の佐賀藩主鍋島直大と前藩主直正は、王政復古後議定職に就任し、直正は軍防事務局輔、開拓長官、大納言なども務めた。直大は、明治2年6月17日に版籍奉還により藩知事に転じるとともに華族に列した。戊辰戦争における戦功により、同年賞典禄2万石を下賜された。明治4年7月14日の廃藩置県まで藩知事を務めた。
版籍奉還の際に定められた家禄は、現米で2万1373石。
明治9年（1876年）の金禄公債証書発行条例に基づき、家禄と賞典禄(実額5000石)の合計2万6373石と引き換えに支給された金禄公債の額は60万3597円53銭（華族受給者中9位）。
明治前期の直大の住居は東京市麹町区永田町にあり、当時の家令は深川亮蔵、家扶は田中清輔、古川源太郎。
明治17年（1884年）7月7日に華族令により華族が五爵制になると旧大藩知事として直大が侯爵に叙された。
初代侯爵の直大はイギリス留学から帰国した後、外務省御用掛、駐イタリア全権公使、元老院議官、式部長官、貴族院議員、宮中顧問官などを歴任し、長く明治天皇に側近として仕え、従一位勲一等に叙せられた。
鍋島侯爵家は後に首相官邸となる永田町の土地に2万坪を所有しており、そこに西洋館と日本館を建設した。特に西洋館の方は佐賀出身の建築家の坂本復経や辰野金吾らにより建設され「専門家の設計による国内最古の洋風大邸宅」と名高い。明治25年（1892年）年の落成記念の際には明治天皇・美子皇后の行幸啓を賜り、伊藤博文や徳川家達など政界要人の訪問もあった。しかし大正12年（1923年）に関東大震災で西洋館が倒壊し、被害が少なかった和館の方も三井八郎右衛門に売却された（1927年（昭和2年）に拝島へ移築され三井家の別荘になっている）。
大磯と日光にも別荘を所有し、春夏はそこで過ごしていた。
永田町にあった鍋島侯爵邸の西洋館
- 正面からの外観
- 側面からの外観
- 邸内の一室
- 邸内の一室
- 邸内の一室

大正10年に直大が死去した後には鍋島直映が爵位と家督を相続。貴族院侯爵議員として火曜会に所属した。また東京府多額納税者であった。直映の代の昭和前期に鍋島侯爵家の邸宅は東京市渋谷区松濤町にあった。
鍋島侯爵家は資産運用をうまくやり、大正末から昭和初期、実業家たちの発展に押されて旧大名華族は相対的に没落し、金満家大番付から旧大名華族の名前が徐々に消えていく時世の中でも前田侯爵家や山内侯爵家と並んで番付に名前を残し続けた家だった。
昭和18年に直映が死去した後、直泰が爵位と家督を相続。直泰は宮内省に勤務して式部官・主猟官を務めた。

#### 鍋島子爵家（小城）
最後の小城藩主鍋島直虎は、明治2年6月26日に版籍奉還により小城藩知事に転じるとともに華族に叙せられ、明治4年7月14日の廃藩置県まで藩知事を務めた。
版籍奉還の際に定められた家禄は、現米で2737石。
明治9年（1876年）の金禄公債証書発行条例に基づき、家禄と引き換えに支給された金禄公債の額は8万1434円5銭4厘（華族受給者中81位）。
明治前期の直虎の住居は東京市麹町区内山下町にあり、当時の家扶は蓑田助之充。
明治17年（1884年）7月7日に華族令により華族が五爵制になると、翌8日に旧小藩知事として直虎が子爵に叙された。
直虎は英国留学後に外務省御用掛となり、貴族院の子爵議員に当選して務めた。
直虎は大正14年に死去。直庸が爵位と家督を相続。直庸は主猟官や小城銀行頭取を務めた。
直庸の代の昭和前期に子爵家の邸宅は東京市世田谷区玉川用賀町にあった。
その息子の直浩は陸軍中尉まで昇進した陸軍軍人だった。

#### 鍋島子爵家（蓮池）
最後の蓮池藩主鍋島直紀は、明治2年6月26日に版籍奉還により蓮池藩知事に転じるとともに華族に叙せられ、明治4年7月14日の廃藩置県まで藩知事を務めた。
版籍奉還の際に定められた家禄は、現米で2043石。
直紀は明治4年11月5日に隠居し、直紀の娘輝子の夫直柔（鍋島宗家の直正八男）が婿養子として家督相続。
明治9年（1876年）の金禄公債証書発行条例に基づき、家禄引き換えに支給された金禄公債の額は6万3123円35銭4厘（華族受給者中104位）。
明治前期の直柔の住居は東京市麻布区麻布新龍土町にあり、当時の家扶は鶴田有本。
明治17年（1884年）7月7日に華族令により華族が五爵制になると、翌8日に旧小藩知事として直柔が子爵に叙された。
その後直柔は貴族院の子爵議員に当選して務めた。直柔が明治41年に死去した後、長男直和が爵位と家督を相続。彼は陸軍歩兵少佐まで昇進した陸軍軍人だった。直和の代の昭和前期に子爵家の邸宅は東京市赤坂区青山南町。
昭和18年に直和が死去したが、長男直方は父に先立っていたため、直方の長男である直輝が爵位と家督を相続。

#### 鍋島子爵家（鹿島）
最後の鹿島藩主鍋島直彬は、明治2年6月26日に版籍奉還により鹿島藩知事に転じるとともに華族に叙せられ、明治4年7月の廃藩置県まで藩知事を務めた。直彬は、幕末に本藩を補佐して王事に奔走し、維新後アメリカに渡航し、帰国後に侍従、沖縄県令、元老院議官などを歴任した。
版籍奉還の際に定められた家禄は、現米で989石。
明治9年（1876年）の金禄公債証書発行条例に基づき、家禄と引き換えに支給された金禄公債の額は3万2854円21銭6厘（華族受給者中162位）。
明治前期の直彬の住居は東京市芝区芝栄町にあり、当時の家扶は北御門敬一。
明治17年（1884年）7月7日に華族令により華族が五爵制になると、翌8日に旧小藩知事として直彬が子爵に叙された。
貴族院の子爵議員に当選して務めた。
大正4年に直彬が死去した後、鍋島宗家の直大の四男直縄が爵位を継承。直縄はドイツ留学後、貴族院子爵議員に当選して務め、司法大臣秘書官、海軍参与官、内務省政務次官などを歴任。
昭和14年に直縄が死去し、長男の直紹が爵位と家督を相続。直紹の代の昭和前期に子爵家の邸宅は東京市渋谷区代々木上原にあった。
直紹は戦前に農林省官僚を務め、戦後は佐賀県知事、ついで参議院議員に当選して務めた。自民党に所属し、佐藤栄作内閣で科学技術庁長官を務めた。

#### 鍋島男爵家（貞次郎）
当家は鍋島侯爵家の分家に当たる。大正7年12月、鍋島直大侯爵の次男で当時海軍大尉だった鍋島貞次郎について、他の維新功労のある旧大名家の庶子が分家華族として男爵に叙されていた先例があったことから、貞次郎についても、祖父・父の維新の功により男爵位を与えるべきことが宮内省に請願され、審議の結果請願は認められ、大正8年1月9日付けで貞次郎は男爵に叙された。
しかし翌9年に貞次郎が死去。賀島家の直縄の次男直定が養子として爵位と家督を相続した。直定が昭和13年に死去した後には直縄の三男直美が爵位と家督を相続。
昭和前期に直美は、東京市渋谷区松濤町の鍋島侯爵邸に同居していた。

#### 鍋島男爵家（幹）
当家は佐賀藩主鍋島直茂の三男忠茂の三男茂貞の後裔であり、佐賀藩士だった家系である。維新後に当主の幹は、真岡知県事、日光県知事、栃木県令、元老院議官、青森県知事、広島県知事、貴族院議員などを歴任し、その勲功により明治28年10月に華族の男爵に叙せられた。
大正2年に幹が死去した後、長男の陸郎が爵位と家督を相続した。陸郎は陸軍砲兵大尉まで昇進した陸軍軍人であり、予備役入り後には宮内省で式部官や主猟官を務めた。彼の代の昭和前期に男爵家の住居は東京市芝区白金今里町にあった。

## 歴代当主

### 鍋島宗家
| 代数                   | 肖像 | 名前 （生没年）             | 続柄                         | 位階            | 備考                                                                                         | 妻                                                                                             | 主な子供 |
| ---------------------- | ---- | --------------------------- | ---------------------------- | --------------- | -------------------------------------------------------------------------------------------- | ---------------------------------------------------------------------------------------------- | --- |
| 鍋島経直より前は省略。 |      |                             |                              |                 |                                                                                              |                                                                                                | |
| 3                      |      | 鍋島 経房 （生没年不詳）    | 先代の外孫 （少弐教頼の子）  |                 | 別名「経直」 肥前国土豪                                                                      |                                                                                                | 鍋島清久 |
| 4                      |      | 鍋島 清久 （1490年-1544年） | 先代の一男                   |                 | 肥前国土豪 龍造寺氏家臣                                                                      | 野田大隅守娘                                                                                   | 鍋島清泰（一男） 鍋島清房（二男） |
| 5                      |      | 鍋島 清房 （1513年-1585年） | 先代の二男                   |                 | 龍造寺氏家臣                                                                                 | 龍造寺家純娘 慶誾尼（龍造寺胤和娘）                                                            | 鍋島信房（一男） 鍋島直茂（二男） 小河信俊（三男） 龍造寺康房（四男） |
| 6                      |      | 鍋島 直茂 （1538年-1618年） | 先代の二男                   | 従五位下        | 名前は信安→信真→信昌→信生→直茂 龍造寺氏家臣 肥前佐賀藩藩祖                                   | 高木胤秀娘 陽泰院（石井常延娘）                                                                | 鍋島勝茂（一男） 鍋島忠茂（二男） 女（鍋島茂里室） 女（多久安順室） 女（諫早直孝室） |
| 7                      |      | 鍋島 勝茂 （1580年-1657年） | 先代の一男                   | 従四位下        | 1代肥前佐賀藩主                                                                              | 戸田勝隆娘（正室） 高源院（継室、岡部長盛娘） 小西三右衛門娘（側室） 小代氏（側室）            | 鍋島元茂（二男） 鍋島忠直（四男） 鍋島直澄（五男） 鍋島直弘（八男） 鍋島直朝（九男） 神代直長（十一男） 女（上杉定勝室） 女（多久茂辰室） 女（諫早茂敬室） 女（松平忠房室）                                                                    |
| 8                      |      | 鍋島 光茂 （1632年-1700年） | 先代の孫 （鍋島忠直の子）    | 従四位下        | 2代肥前佐賀藩主                                                                              | 上杉定勝娘（正室） 中院通純娘（継室） 執行宗全娘（継々室） 村山氏（側室）                      | 鍋島綱茂（一男） 鍋島吉茂（二男） 多久茂文（四男） 鍋島宗茂（十五男） 女（土井利重室） 女（水野忠直室） 女（伊東祐実側室） 女（鍋島直恒正室） 女（鍋島茂正室）                                                                                 |
| 9                      |      | 鍋島 綱茂 （1652年-1707年） | 先代の一男                   | 従四位下        | 3代肥前佐賀藩主                                                                              | 松平光通娘                                                                                     | |
| 10                     |      | 鍋島 吉茂 （1664年-1730年） | 先代の弟 （8代光茂の二男）   | 従四位下        | 初名「神代直利」 4代肥前佐賀藩主                                                             | 神代直長娘                                                                                     | |
| 11                     |      | 鍋島 宗茂 （1687年-1755年） | 先代の弟 （8代光茂の十五男） | 従四位下        | 名前 : 鍋島直董→神代直堅→鍋島宗茂 5代肥前佐賀藩主                                            | 久世通夏娘（正室） 小代重貞娘（側室）                                                          | 鍋島宗教（一男） 鍋島重茂（七男） 鍋島治茂（十男） 女（伊達村候正室） 女（岡部長住正室） |
| 12                     |      | 鍋島 宗教 （1718年-1780年） | 先代の一男                   | 従四位下        | 初名「教茂」 6代肥前佐賀藩主                                                                 | 中院通躬娘                                                                                     | |
| 13                     |      | 鍋島 重茂 （1733年-1770年） | 先代の弟 （9代宗茂の七男）   | 従四位下        | 初名「直亮」 7代肥前佐賀藩主                                                                 | 霊松院（正室、伊達宗村娘） 徳川宗武娘（継室）                                                  | |
| 14                     |      | 鍋島 治茂 （1745年-1805年） | 先代の弟 （9代宗茂の十男）   | 従四位下        | 初名「直煕」 佐賀藩中興の祖 8代肥前佐賀藩主                                                  | 中院通枝娘（正室） 井伊直幸（継室） 松平乗薀娘（継々室）                                       | 鍋島斉直（一男） 鍋島直道（四男） 鍋島直彜（六男） 鍋島直与（七男） 女（榊原政令正室） 女（諫早敬輝正室） 女（鍋島直宜正室） 女（鍋島直章正室） 女（中院通繁正室） 女（伊達宗紀室） 女（久世通理正室） 女（鍋島茂敬正室）                      |
| 15                     |      | 鍋島 斉直 （1780年-1839年） | 先代の一男                   | 従四位下        | 初名「直懿」 9代肥前佐賀藩主                                                                 | 池田治道娘 直塚慶利娘 辻直侯娘 石井尚方娘ほか                                                  | 鍋島直孝（五男） 鍋島直永（十三男） 鍋島茂真（十四男） 鍋島斉正（十七男） 鍋島直賢（二十八男） 女（伊達宗城正室） 女（鍋島茂義室） 女（松平斉斎室） 女（諫早茂喬室） 女（多久茂澄室）                                                          |
| 16                     |      | 鍋島 直正 （1815年-1871年） | 先代の十七男                 | 従二位 贈従一位 | 初名「斉正」 号は「閑叟」。 10代肥前佐賀藩主                                                 | 徳川家斉娘（正室） 徳川斉匡娘（継室） 山本頼展娘（側室） 鍋島茂郷娘（側室） 村松矩欽娘（側室） | 鍋島茂実（一男） 鍋島直虎（七男） 鍋島直柔（八男） 女（松平直侯正室） 女（池田輝知正室） 女（細川喜廷正室） |
| 17                     |      | 鍋島 直大 （1846年-1921年） | 先代の一男                   | 従一位          | 初名「直縄」「茂実」 11代肥前佐賀藩主（知藩事） 初代侯爵 イタリア王国特命全権公使 元老院議官 | 鍋島胤子（正室、梅渓通善娘） 鍋島榮子（継室、広橋胤保娘）                                      | 鍋島直映（一男） 南部信孝（三男） 鍋島直縄（四男） 前田朗子（一女、侯爵前田利嗣夫人） 梨本伊都子（二女、梨本宮守正王 牧野茂子（三女、牧野忠篤夫人） 松平信子（四女、松平恆雄夫人） 松平俊子（六女、松平胖夫人） 柳沢尚子（七女、柳沢保承夫人） |
| 18                     |      | 鍋島 直映 （1872年-1943年） | 先代の一男                   | 従二位          | 2代侯爵 貴族院議員                                                                           | 鍋島禎子（黒田長知娘）                                                                         | 鍋島直泰 |
| 19                     |      | 鍋島 直泰 （1907年-1981年） | 先代の一男                   |                 | 3代侯爵 貴族院議員 プロゴルファー                                                            | 鍋島紀久子（朝香宮鳩彦王娘）                                                                   | 鍋島直要 |
| 20                     |      | 鍋島 直要 （1936年-2008年） | 先代の一男                   |                 |                                                                                              |                                                                                                | 鍋島直晶 |
| 21                     |      | 鍋島 直晶 （1959年-存命中） | 先代の一男                   |                 |                                                                                              |                                                                                                | |

### 鹿島鍋島家
| 代数 | 肖像 | 名前 (生没年)                             | 続柄                        | 位階              | 備考                                                                   | 妻                                                       | 主な子供 |
| ---- | ---- | ----------------------------------------- | --------------------------- | ----------------- | ---------------------------------------------------------------------- | -------------------------------------------------------- | --- |
| 1    |      | 鍋島 忠茂 （1584年-1624年）               | 鍋島直茂二男                | 従五位下          | 1代肥前鹿島藩主                                                        | 江上家種娘 関部兵部娘                                    | 鍋島正茂（一男） 女（鍋島茂綱正室） |
| 2    |      | 鍋島 正茂 （1606年-1687年）               | 先代の一男                  |                   | 2代肥前鹿島藩主                                                        | 酒見氏                                                   | |
| 3    |      | 鍋島 直朝 （1622年-1709年）               | 先代の養子 （鍋島勝茂の子） | 従五位下 贈正四位 | 3代肥前鹿島藩主                                                        | 鍋島高賢娘（正室） 花山院定好娘（継室）                  | 断橋（一男） 鍋島直條（三男） |
| 4    |      | 鍋島 直條 （1655年-1705年）               | 先代の三男                  | 従五位下          | 4代肥前鹿島藩主                                                        | 鍋島直澄娘（正室）                                       | 鍋島直堅（五男） |
| 5    |      | 鍋島 直堅 （1695年-1728年）               | 先代の五男                  | 従五位下          | 5代肥前鹿島藩主                                                        | 鍋島直称娘                                               | 鍋島直郷 |
| 6    |      | 鍋島 直郷 （1718年-1770年）               | 先代の一男                  | 従五位下          | 6代肥前鹿島藩主                                                        | 鍋島直英娘                                               | |
| 7    |      | 鍋島 直煕 （鍋島 治茂） （1745年-1805年） | 先代の養子 （鍋島宗茂の子） | 従四位下          | 7代肥前鹿島藩主 8代肥前佐賀藩主                                        | 中院通枝娘（正室） 井伊直幸（継室） 松平乗薀娘（継々室） | 鍋島斉直（一男） 鍋島直道（四男） 鍋島直彜（六男） 鍋島直与（七男） 女（榊原政令正室） 女（諫早敬輝正室） 女（鍋島直宜正室） 女（鍋島直章正室） 女（中院通繁正室） 女（伊達宗紀室） 女（久世通理正室） 女（鍋島茂敬正室） |
| 8    |      | 鍋島 直宜 （1763年-1820年）               | 先代の養子 （鍋島直員の子） | 従五位下          | 8代肥前鹿島藩主                                                        | 鍋島治茂娘                                               | 女（鍋島直知正室） 女（諫早茂洪室） |
| 9    |      | 鍋島 直彜 (1793年-1826年)                 | 先代の養子 （7代直煕の子）  | 従五位下          | 9代肥前鹿島藩主                                                        | 鍋島直愈娘                                               | 鍋島直晴 女（鍋島茂真室） |
| 10   |      | 鍋島 直永 （1813年-1855年）               | 先代の養子 （鍋島斉直の子） | 従五位下          | 10代肥前鹿島藩主                                                       | 鍋島茂延娘                                               | 鍋島直彬 女（鍋島直亮正室） 女（鍋島直紀継室） |
| 11   |      | 鍋島 直晴 （1821年-1839年）               | 先代の養子 （9代直彜の子）  | 従五位下          | 11代肥前鹿島藩主                                                       | 鍋島茂体娘                                               | |
| 12   |      | 鍋島 直賢 （1834年-1859年）               | 先代の養子 （鍋島斉直の子） |                   | 12代肥前鹿島藩主                                                       |                                                          | |
| 13   |      | 鍋島 直彬 （1844年-1915年）               | 先代の養子 （10代直永の子） | 正三位            | 13代肥前鹿島藩主（知藩事） 1代子爵 1代沖縄県令 貴族院議員 元老院議官   | 鍋島葛子（鍋島直与娘）                                   | 諫早神代子（諫早家崇室） |
| 14   |      | 鍋島 直縄 （1889年-1939年）               | 先代の養子 （鍋島茂実の子） |                   | 2代子爵 佐賀百六銀行頭取 貴族院議員司法大臣秘書官 内務政務次官         |                                                          | 鍋島直紹 |
| 15   |      | 鍋島 直紹 （1912年-1981年）               | 先代の一男                  |                   | 3代子爵 2,3代佐賀県知事 参議院議員 20代科学技術庁長官 54代大蔵政務次官 | 鍋島則子（佐竹義春娘）                                   | 鍋島直建（一男） 鍋島和茂（二男） 女（福田潮夫人） |
| 16   |      | 鍋島 直建 （1937年-1990年）               | 先代の一男                  |                   |                                                                        |                                                          | 鍋島昭茂 |
| 17   |      | 鍋島 昭茂 （1964年-存命中）               | 先代の子                    |                   | 山陽放送アナウンサー                                                   |                                                          | |

## 系譜
太字は当主、実線は実子、点線は養子。